# Gréta Salóme Stefánsdóttir
Gréta Salóme Stefánsdóttir (født 11. november  1986) er en islandsk sangerinde, som repræsenterede Island til Eurovision Song Contest i henholdsvis 2012 i en duet med Jónsi, og i 2016.
Greta Salome Stefánsdóttir er opvokset i Mosfellsbær. Hendes liv tog en retning mod musikken, allerede da hun var fire år gammel, da hun begyndte at spille violin. I 2008 dimitterede Gréta med en bachelorgrad. Hun arbejder som fuldtids-violinist ved Islands symfoniorkester, og spiller med  i forskellige andre musikprojekter. Hun dyrker meget motion; Gréta har komponeret musik i flere år, men offentliggjorde ikke noget før i 2008.  Hun bidrog med to sange, Aldrei Sleppir Mér og Mundu Eftir Mér til Söngvakeppni Sjónvarpsins 2012. Aldrei Sleppir Mér blev sunget af Heiða Ólafs, Guðrún Árný og Gréta.